# Bavachi, Raybag
Bavachi là một làng thuộc tehsil Raybag, huyện Belgaum, bang Karnataka, Ấn Độ.